# IC 1396B
IC 1396B је емисиона маглина у сазвјежђу Цефеј која се налази на листи објеката дубоког неба у Индекс каталогу.
Деклинација објекта је + 57° 28' 0" а ректасцензија 21h 34m 30,0s. IC 1396B је још познат и под ознакама LBN 451.